# ねこに転生したおじさん
『ねこに転生したおじさん』は、やじまによる日本の漫画作品。やじまのX（旧Twitter）にて2023年2月5日より連載中。発表当初は1枚のイラストだったが、第4話から漫画形式となった。
トラックに轢かれたおじさんが、子猫のプンちゃんに転生し、飼い主の社長の家で過ごす日常を描く。

## 作風・評価
主人公のプンちゃんが、転生後の猫の姿だけでなく、転生前であるおじさんの姿と背後霊のように合わせて描写される点が大きな特徴となっている。かわいい猫と表情豊かなおじさんの組み合わせが「ギャップ萌え」を生み出したことや、人間の顔を描くことによって猫の感情が読み取りやすく魅力的なキャラクターとなっていることが人気となっている。
2023年8月には、「次にくるマンガ大賞2023」でWebマンガ部門2位を獲得した。

## 登場キャラクター
プンちゃん / おじさん
声 - 花澤香菜 / 亀岡孝洋
ハチワレネコ。前世ではごく普通のサラリーマンのおじさんであった。
社長
声 - 関智一
おじさんが生前勤務していた会社の社長。会社では厳しく振舞っているが、可愛いものが好きで、プンちゃんを溺愛している。
てぷちゃん
声 - 大橋彩香
隣の部屋に住んでいる猫。クトゥルフ神話のニャルラトホテプが名前の由来。
糸柳先生（しやなせんせい）
声 - 津田健次郎
社長の隣人の小説家。てぷちゃんの飼い主。
トラ
声 - 岡本信彦
プンちゃんが転生直後に出会った野良猫。
谷さん
声 - 上田燿司
社長の会社の秘書。謎の多い人物。
俳優の水谷豊に容姿が似ており、作者のやじまは「似せたつもりは全くないけど、最近は引っ張られそうになって」いると語っている。
スケキヨ
柴犬。前世は外国人のおじさん。
甥っ子
声 - 小林大紀
社長の甥。スケキヨの飼い主。
田原
社長の高校時代の同級生。

## 書誌情報
- やじま 『ねこに転生したおじさん』 KADOKAWA、既刊4巻（2025年3月19日現在）
  1. 2023年12月5日発売[9]、ISBN 978-4-04-737717-2
  2. 2024年5月1日発売[10]、ISBN 978-4-04-737973-2
  3. 2024年9月20日発売[11]、ISBN 978-4-04-738127-8
  4. 2025年3月19日発売[12]、ISBN 978-4-04-738291-6

## テレビアニメ
2024年10月7日より、フジテレビ系列「ぽかぽか」内のコーナーアニメとして放送中。

### スタッフ
- 原作 - やじま[14]
- 監督 - りお、川越崇弘[14]
- キャラクターデザイン - りお[14]
- 色彩設計 - 千崎美賀子[14]
- 撮影監督 - 中野遼太郎[14]
- 編集 - 小町直[14]
- 音響監督 - 川越崇弘[14]
- 音響制作 - tuple[14]
- 音楽 - イトケン[14]
- 音楽制作協力 - ノーヴォ[14]
- チーフプロデューサー - 高瀬透子、安藤盛治、植木達也
- プロデューサー - 大島和樹、野邉伸泰、穂坂崇徳
- アニメーションプロデューサー - 宇田英男
- アニメーション制作 - スタジオエイトカラーズ[14]
- 制作 - ねこおじ製作委員会

### 放送・配信
フジテレビ系列「ぽかぽか」にて、10月7日より毎週月曜13時台に放送。
| 話数   | サブタイトル         | 絵コンテ               | 作画監督 | 初放送日       |
| ------ | -------------------- | ---------------------- | -------- | -------------- |
| 第1話  | 突然の転生           | 細美稚冬               | りお     | 2024年 10月7日 |
| 第2話  | ニャンだっけ         | 福島紗希               | りお     | 10月14日       |
| 第3話  | プロポーズ           | 池田明日未             | りお     | 10月21日       |
| 第4話  | 命名式               | 川越崇弘               | りお     | 10月28日       |
| 第5話  | 失礼します           | スタジオエイトカラーズ | りお     | 11月4日        |
| 第6話  | いいこと             | スタジオエイトカラーズ | りお     | 11月11日       |
| 第7話  | てんしゃい           | スタジオエイトカラーズ | りお     | 11月18日       |
| 第8話  | 怒ってないけど       | スタジオエイトカラーズ | りお     | 11月25日       |
| 第9話  | いってきます         | スタジオエイトカラーズ | りお     | 12月2日        |
| 第10話 | はじめまして         | スタジオエイトカラーズ | りお     | 12月9日        |
| 第11話 | ねこみゅにけーしょん | スタジオエイトカラーズ | りお     | 12月16日       |
| 第12話 | お届け物             | スタジオエイトカラーズ | りお     | 12月23日       |
| 第13話 | 買ってしまいました   | スタジオエイトカラーズ | りお     | 2025年 1月6日  |
| 第14話 | 外の景色             | スタジオエイトカラーズ | りお     | 1月13日        |
| 第15話 | 気になる             | スタジオエイトカラーズ | りお     | 1月20日        |
| 第16話 | うっかり             | スタジオエイトカラーズ | りお     | 1月27日        |
| 第17話 | もしかして           | スタジオエイトカラーズ | りお     | 2月3日         |
| 第18話 | 考えごと             | スタジオエイトカラーズ | りお     | 2月10日        |
| 第19話 | 涙                   | スタジオエイトカラーズ | りお     | 2月17日        |
| 第20話 | ストレス             | スタジオエイトカラーズ | りお     | 2月24日        |
| 第21話 | 谷さん               | スタジオエイトカラーズ | りお     | 3月3日         |
| 第22話 | 恋人                 | スタジオエイトカラーズ | りお     | 3月10日        |
| 第23話 | 離れてみると         | スタジオエイトカラーズ | りお     | 3月17日        |
| 第24話 | みえっぱり           | スタジオエイトカラーズ | りお     | 3月24日        |
| 第25話 | ・・・               | スタジオエイトカラーズ | りお     | 3月31日        |
| 第26話 | 対決                 | -                      | りお     | 4月7日         |
| 第27話 | 経費                 | -                      | りお     | 4月14日        |
| 第28話 | 再対決               | -                      | りお     | 4月21日        |
| 第29話 | お隣さん             | -                      | りお     | 4月28日        |
| 第30話 | 名前                 | -                      | りお     | 5月5日         |
| 第31話 | 負けず嫌い           | -                      | りお     | 5月12日        |
| 第32話 | 心配                 | -                      | りお     | 5月19日        |
| 第33話 | グッズ               | -                      | りお     | 5月25日        |
| 第34話 | ご案內               | -                      | りお     | 6月1日         |
| 第35話 | 癒し空間             | -                      | りお     | 6月8日         |
| 第36話 | 汙れ                 | -                      | りお     | 6月15日        |
| 第37話 | 最近                 | -                      | りお     | 6月22日        |
| 第38話 | 本当は               | -                      | りお     | 6月29日        |
| 第39話 | ケーキ               | -                      | りお     | 7月6日         |
| 第40話 | キャットフード       | -                      | りお     | 7月13日        |
| 第41話 | 工夫                 | -                      | りお     | 7月20日        |
| 第42話 | いい匂い             | -                      | りお     | 7月27日        |
| 第43話 | ずっと前から         | -                      | りお     | 8月3日         |
| 第44話 | 甥っ子               | -                      | りお     | 8月10日        |
| 第45話 | やっぱり             | -                      | りお     | 8月18日        |

| 配信開始日     | 配信時間                   | 配信サイト |
| -------------- | -------------------------- | --- |
| 2024年10月7日  | 月曜 14:00 更新            | FOD TVer YouTube |
| 2024年10月14日 |                            | ABEMA Amazon Prime Video dアニメストア （本店・ニコニコ支店・for Prime Video） DMM TV Hulu Lemino U-NEXT アニメ放題 music.jp バンダイチャンネル ビデオマーケット |
| 2024年10月15日 | 火曜 0:00（月曜深夜） 更新 | J:COM STREAM milplus TELASA auスマートパスプレミアム |
|                | 火曜 12:00 更新            | HAPPY!動画 |
| 放送終了後     | 不明                       | ムービーフルPlus |